# 马肯森号大巡洋舰
马肯森号是德意志帝国海军于第一次世界大战期间建造的四艘马肯森级大巡洋舰的首舰，得名于在东方战线上表现优异的德国陆军元帅奥古斯特·冯·马肯森。相较于前身德夫林格级舰只，马肯森号装备了更具威力的350毫米口径炮，并搭载有更大功率的发动机，使舰只的最高速度和续航里程都有显著提升。但如同其另外三艘姊妹舰一样，马肯森号未能完工，并最终于1922年在基尔北堤拆解报废。

## 设计及建造
早在1912年，德意志帝国海军造舰局便开始推进一个新的战列巡洋舰船级设计，它们将在德夫林格级之后建造。在新设计中，主舰炮的口径和数量成为各项讨论和研究的重点。直至1914年5月23日，最终草案才获得批准，当中明确了将装备八门350（14英寸）口径炮作为主炮。同年8月14日，即第一次世界大战爆发后，汉堡的布洛姆-福斯船厂赢得了新船级两艘舰只的建造合同。每艘舰只的造价约为6600万马克，其中第一艘的费用将从常规海军预算中支付，第二艘的费用则来自战争基金。
马肯森号的全长为223（731英尺8英寸），舷宽30.4（99英尺9英寸），有9.3（30英尺6英寸）的吃水深度。它的设计排水量为31,000公噸（31,000長噸），满载排水量则可达35,300公噸（34,700長噸）。舰体采用西门子－马丁低碳钢以纵肋式结构建造，它们被分为十八个水密舱室和一个占龙骨长度比重为92%的双层船底。其三角架桅杆高60（196英尺10英寸），观察哨台设于水线以上35（114英尺10英寸）；另有一个36（118英尺1英寸）高的主桅杆用于支承无线电天线。舰体还有一项创新是采用了球鼻舰艏，可有效减轻舰只的阻力，并有助于保持向前的浮力。动力由四台船用蒸汽轮机提供，以驱动四副直径为4.2（13英尺9英寸）的螺旋桨。蒸汽由32台船用锅炉供应，其中24台为燃煤式，另外8台为燃油式。舰内配备两个方向舵，各由一台主轴发动机提供动力。由此，马肯森号动力装置的额定功率可达88,769匹軸馬力（90,000匹公制馬力；66,195千瓦特），最高速度为28節（52每小時），并且在最高速度为14節（26每小時）航速下的最大理论航程为8,000海里（15,000）。
马肯森号的主舰炮为八门分布在四座双联装炮塔内的350毫米45倍径速射炮，它们是以背负式布局成对安装在中央舰艛两端。副炮则包括十四门150毫米45倍径速射炮和四门88毫米45倍径高射炮。鱼雷武器由五具600（24英寸）鱼雷发射管组成，预计可装备26枚H8型鱼雷。
作为以“维多利亚·路易丝代舰（Ersatz Victoria Louise）”为代号订购的同级首舰，马肯森号因受到《舰队法》对大巡洋舰作出的预算限制，直至1915年1月30日才开始架设龙骨，建造编号为240。该舰原计划定于1916年春季下水，但由于与战争相关的船坞使用率频繁以及船厂劳工短缺，它直至1917年4月14日方可伴随着小型的庆祝活动而举行下水仪式。在陆军大将喬西亞斯·馮·赫林根发表演说后，新舰以当时在东方战线率兵表现优异的的陆军元帅奥古斯特·冯·马肯森命名。命名典礼是由他的妻子多罗特娅主持。

## 结局
接下来的舾装工作进展非常缓慢，直至陷入停顿。1917年，约1000名工人被分配至马肯森号舰上工作，从而导致其它新装巡洋舰的建造进度也受到拖累。在战争结束时，马肯森号距正常施工速度下的完工日期尚余约12个月，但继续施工已被无限期搁置。
英国人误以为马肯森号已经竣工，因此在签订停战协议时，将该舰作为德国海军的现代化舰只而列入需要扣押至斯卡帕湾的舰船名单中，并以此取代了协约国所要求的公海舰队旗舰巴登号。然而，错误很快便被发现并得到纠正。无论如何，交付仅完工了一半并且不具备适航条件的马肯森号几乎是不可能的。
由于根据《凡尔赛条约》的规定，德意志国不允许建造排水量超过10,000公噸（9,800長噸）的舰只，于是马肯森号完工的可能性被彻底排除了。因此，舰只于1919年11月17日正式从海军名录中除籍。它于1921年出售，并在1923年至1924年间由汉堡拆船商库巴茨（A. Kubatz）在基尔北堤拆解报废。